# Катаньо (Пуэрто-Рико)
Катаньо (исп. Cataño) — муниципалитет Пуэрто-Рико, островной территории в составе США. Считается частью столичного региона Сан-Хуан.
Расположен на северном побережье острова Пуэрто-Рико из группы Больших Антильских островов в Карибском море. Рядом находится залив Сан-Хуан и Атлантический океан. К северу и востоку примыкает к Сан-Хуану; севернее от Баямона, к востоку от Тоа Баха и к западу от Гуайнабо.
Общая площадь муниципалитета составляет 18,23 км² (в том числе суша — 12,5 км²) (78-е место по этому показателю среди 78 муниципалитетов Пуэрто-Рико).
Численность населения согласно переписи 2020 год составляло 23 155 человек. Плотность — 3300 чел/км².

## История
Основан 1 июля 1927 года.

## Экономика
Катаньо всегда играл важную роль порта Пуэрто-Рико. На протяжении веков одним из основных источников экономики являлось рыболовство. Компания-производитель спиртных напитков «Bacardi» — один из крупнейших производителей рома в мире владеет в Катаньо одним из двух крупнейших производств компании.
Другие отрасли, существующие в муниципалитете, — это, в частности, нефтеперерабатывающие заводы, торговые компании, транспорт и логистика.

## Населённые пункты
Основным населённым пунктом муниципалитета Катаньо является одноимённый город:
| Населённый пункт | Статус | Население:    | Население:    | Население:    |
| Населённый пункт | Статус | на 01.04.1990 | на 01.04.2000 | на 01.04.2010 |
| ---------------- | ------ | ------------- | ------------- | ------------- |
| Катаньо          | Город  | 34 587        | 30 071        | 28 140        |